# ویچه کویسترا
ویچه کویسترا (انگلیسی: Wytze Kooistra؛ زادهٔ ۳ ژوئن ۱۹۸۲) بازیکن والیبال اهل هلند عضو تیم ملی هلند و باشگاه المپیاکوس است.
از باشگاه‌هایی که در آن بازی کرده‌است می‌توان به اسکرا بلچاتوف اشاره کرد.